# Ernst Lehner
Ernst Lehner (Augsburg, 7 de novembre de 1912 - Aschaffenburg, 10 de gener de 1986) fou un futbolista alemany dels anys 1930 i posteriorment entrenador.
La seva llarga carrera esportiva, entre 1929 i 1951, transcorregué als clubs TSV Schwaben Augusta, Blau-Weiss Berlin i Viktoria Aschaffenburg. També fou internacional amb la selecció d'Alemanya, amb la qual disputà l'elevada xifra de 65 partits i marcà 31 gols entre els anys 1933 i 1942. Participà en les edicions de la Copa del Món de futbol de 1934 i 1938. Formà part de l'equip que vencé a Breslau a Dinamarca per 8 a 0 l'any 1937.